# 米熱涅齊
49°40′34″N 22°55′21″E / 49.67611°N 22.92250°E

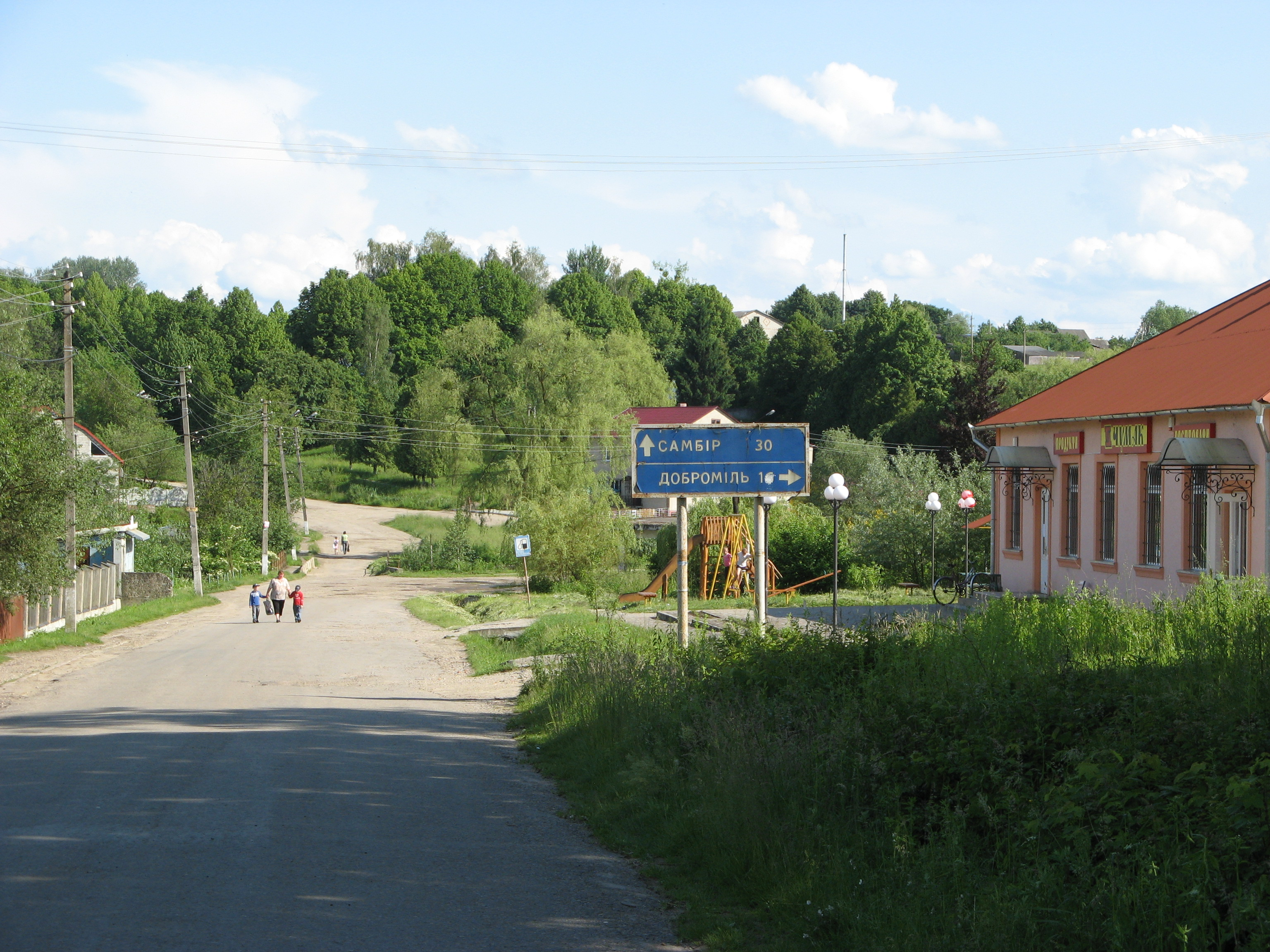

米熱涅齊（烏克蘭語：Міженець），是烏克蘭西部的村莊，隸屬利維夫州的桑比爾區。該村處於小維爾瓦河畔，始建於1436年，面積2.02平方公里，海拔高度235米，2006年人口1,115。